# Взятие Месемврии
Взятие Месемврии — эпизод русско-турецкой войны 1828—1829 годов, в ходе которого российская армия, при поддержке российского флота в период 9 — 11 июля 1829 года взяла турецкую крепость Месемврия, расположенную в Болгарии.

## История
9 июля к крепостным стенам, оборонявшимся войсками двухбунчужного паши Османа, с моря подошли корабли русского военного флота, а с суши — русская пехота. Перешеек, соединявший Месемврию с материком, защищался древней массивной башней и (с запада) редутом. Гарнизон крепости составлял 2000 человек при 15 орудиях.
К вечеру 10 июля к городу подошли три русских уланских полка и пехота, под командованием генерал-майора Отто Ивановича Вахтена. На предложение сдаться турки ответили отказом. Тогда русская артиллерия открыла огонь по редуту на перешейке и буквально после нескольких выстрелов заставила его гарнизон капитулировать. Одновременно бомбардирские корабли из эскадры адмирала Алексея Самуиловича Грейга начали обстрел Месемврии и пятым же попаданием взорвали главный пороховой погреб турок. После этого русский генерал от инфантерии Логгин Осипович Рот предложил Осман-паше сдаться, и тот согласился при условии, что гарнизон сможет покинуть крепость. Русские отвергли это условие, и тогда Осман-паша выторговал себе время до рассвета 11 июля, чтобы убедить сдаться своих подчинённых. На рассвете 11 июля 1829 года русские получили ключи от Месемврии.
В плен сдалось 2000 турок, было взято 19 орудий, 10 знамён и большие запасы продовольствия. Часть гарнизона пыталась на гребных судах уйти в Анхиалос (ныне Поморие), но русский бриг «Орфей» сорвал эвакуацию.
Во взятии Месемврии участвовали такие знаменитые русские полководцы, как Яков Петрович Бакланов, Лазарь Маркович Серебряков и Александр Иванович Юшков, а также командир фрегата «Поспешный» Александр Иванович Казарский, два месяца назад прославивший своё имя легендарным боем на бриге «Меркурий». Операция по взятию Месемврии 9 — 11 июля 1829 года была ярким примером чёткого и плодотворного взаимодействия сухопутных и военно-морских сил.
11 июля в Месемврию прибыл главнокомандующий русской армией Иван Иванович Дибич, который нанёс визит адмиралу А. С. Грейгу на линейном корабле «Париж» и отметил там день рождения великой княжны Ольги Николаевны. 12 июля император Николай I получил от Дибича письмо: «Победоносные знамёна Вашего Величества развеваются на стенах Месемврии, Ахиоло и Бургаса, среди населения, которое встречает наших храбрецов как освободителей и братьев». В ответ на это письмо Николай I пожаловал Дибичу титул графа, с почётной приставкой к фамилии «Забалканский».
В честь взятия Месемврии было названо 2 боевых корабля русского флота. Первый, 24-пушечный корвет «Месемврия», вошёл в состав Черноморского флота в апреле 1832 года и в мае 1838 года погиб во время шторма в устье реки Сочи. Второй, 60-пушечный фрегат «Месемврия», однотипный со знаменитым фрегатом «Паллада», входил в состав Черноморского флота с ноября 1840 года, а 13 февраля 1855 года был затоплен в Севастопольской бухте.